# Gerhard Andrées

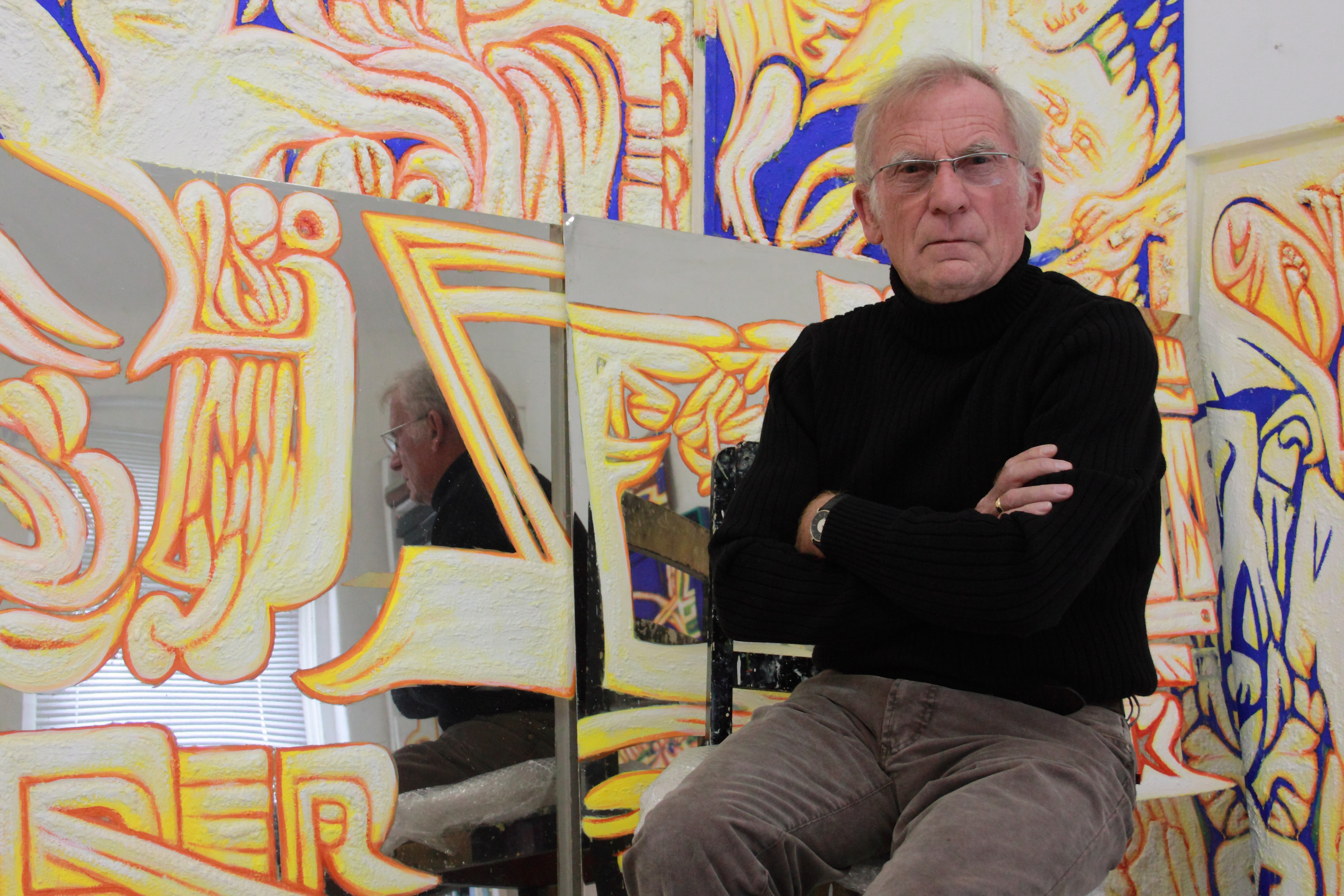
Gerhard Andreés (2012)

Gerhard Andrées (* 25. Juni 1936 in Plau am See) ist ein deutscher Maler und Objektkünstler.

## Leben
Gerhard Andrées wurde 1936 als Sohn eines Malermeisters in der mecklenburgischen Kleinstadt Plau am See geboren. In den Jahren 1961 bis 1963 absolvierte er ein Studium an der Werkkunstschule in Wuppertal, anschließend bis 1968 an der Hochschule für bildende Künste Berlin. Hier war er Schüler für Freie Malerei bei Peter Janssen, 1969 als dessen Meisterschüler. Im gleichen Jahr erhielt er in Belgien den Europapreis für Malerei, zwei Jahre später den Kunstpreis der Jugend der Bundesrepublik Deutschland. Seit 1971 arbeitete er verschiedentlich mit dem Bildhauer Joachim Schmettau und dem Maler und Grafiker Peter Ackermann zusammen. 1972 wurde Andrées Mitarbeiter der Staatlichen Museen Preußischer Kulturbesitz Berlin.

## Einzelausstellungen
- 1969/1973 Archi Balancen
- 1973 Situation Berlin
- 1975/1977 Verstellte Realitäten
- 1978/1979 Perspektivrahmen
- 1983/1985 Bildraum begehbar
- 1985 Schema Ich – Menschen und Räume
- 1986 Akzentuierung einer Fahrstuhlachse
- 1988 Raumbezüge
- 1990 Quer zur Zeit
- 1992 Quer zum Raum
- 1992/1993 Der große Aufbruch
- 1998 Transitraum Berlin–Budapest
- 1998/1999 Transitraum Budapest–Berlin

## Film
- 1976 Fragen an die Wirklichkeit

## Videoinstallationen
- 1980 Gorleben–Nagasaki (35 Jahre überlagern sich)
- 1982 Bildraum begehbar
- 1983 Umfeld der Mitte
- 1985 Schema Ich – Menschen und Räume
- 1985 Triptyk